# Lista över fornlämningar i Kristianstads kommun (Trolle-Ljungby)
Lista över fornlämningar i Kristianstads kommun (Trolle-Ljungby) är en förteckning av ett urval av de fornlämningar som finns i Trolle-Ljungby i Kristianstads kommun.
| Namn                                           | Lämningstyp                 | Tillkomsttid | Historisk indelning   | Plats | Läge                 | ID-nr          | Bild                                 |
| ---------------------------------------------- | --------------------------- | ------------ | --------------------- | ----- | -------------------- | -------------- | ------------------------------------ |
| Trolle-Ljungby 4:1                             | Hög                         |              | Trolle-Ljungby, Skåne |       | 56.043281, 14.374930 | 10112900040001 | Ladda upp en bild av detta fornminne |
| Trolle-Ljungby 5:1                             | Hög                         |              | Trolle-Ljungby, Skåne |       | 56.051292, 14.378694 | 10112900050001 | Ladda upp en bild av detta fornminne |
| Danska köken (Trolle-Ljungby 6:1)              | Fästning/skans              |              | Trolle-Ljungby, Skåne |       | 56.040873, 14.380255 | 10112900060001 | Ladda upp en bild av detta fornminne |
| Trolle-Ljungby 9:1                             | Hög                         |              | Trolle-Ljungby, Skåne |       | 55.974687, 14.379429 | 10112900090001 | Ladda upp en bild av detta fornminne |
| Trolle-Ljungby 10:1                            | Hög                         |              | Trolle-Ljungby, Skåne |       | 55.973609, 14.377072 | 10112900100001 | Ladda upp en bild av detta fornminne |
| Trolle-Ljungby 12:1                            | Stenkammargrav              |              | Trolle-Ljungby, Skåne |       | 55.974926, 14.380625 | 10112900120001 | Ladda upp en bild av detta fornminne |
| Pestgården (Trolle-Ljungby 13:1)               | Begravningsplats            |              | Trolle-Ljungby, Skåne |       | 56.005301, 14.373958 | 10112900130001 | Ladda upp en bild av detta fornminne |
| Trolle-Ljungby 14:1                            | Hög                         |              | Trolle-Ljungby, Skåne |       | 56.010108, 14.389717 | 10112900140001 | Ladda upp en bild av detta fornminne |
| Kungens och Drottningens (Trolle-Ljungby 15:1) | Hög                         |              | Trolle-Ljungby, Skåne |       | 56.008896, 14.388883 | 10112900150001 | Ladda upp en bild av detta fornminne |
| Kungens och Drottningens (Trolle-Ljungby 15:2) | Hög                         |              | Trolle-Ljungby, Skåne |       | 56.008457, 14.389695 | 10112900150002 | Ladda upp en bild av detta fornminne |
| Kungens och Drottningens (Trolle-Ljungby 16:1) | Hög                         |              | Trolle-Ljungby, Skåne |       | 56.007215, 14.387401 | 10112900160001 | Ladda upp en bild av detta fornminne |
| Kungens och Drottningens (Trolle-Ljungby 16:2) | Hög                         |              | Trolle-Ljungby, Skåne |       | 56.006627, 14.387519 | 10112900160002 | Ladda upp en bild av detta fornminne |
| Trolle-Ljungby 17:1                            | Hög                         |              | Trolle-Ljungby, Skåne |       | 55.982460, 14.355063 | 10112900170001 | Ladda upp en bild av detta fornminne |
| Trolle-Ljungby 17:2                            | Hög                         |              | Trolle-Ljungby, Skåne |       | 55.982666, 14.354791 | 10112900170002 | Ladda upp en bild av detta fornminne |
| Trolle-Ljungby 17:3                            | Hög                         |              | Trolle-Ljungby, Skåne |       | 55.982322, 14.355333 | 10112900170003 | Ladda upp en bild av detta fornminne |
| Trolle-Ljungby 18:1                            | Hög                         |              | Trolle-Ljungby, Skåne |       | 55.963527, 14.361130 | 10112900180001 | Ladda upp en bild av detta fornminne |
| Trolle-Ljungby 19:1                            | Hög                         |              | Trolle-Ljungby, Skåne |       | 55.965526, 14.367508 | 10112900190001 | Ladda upp en bild av detta fornminne |
| Trolle-Ljungby 20:1                            | Hög                         |              | Trolle-Ljungby, Skåne |       | 55.965263, 14.369359 | 10112900200001 | Ladda upp en bild av detta fornminne |
| Trolle-Ljungby 21:1                            | Hög                         |              | Trolle-Ljungby, Skåne |       | 55.965269, 14.371763 | 10112900210001 | Ladda upp en bild av detta fornminne |
| Trolle-Ljungby 25:2                            | Stensättning                |              | Trolle-Ljungby, Skåne |       | 55.978239, 14.405559 | 10112900250002 | Ladda upp en bild av detta fornminne |
| Trolle-Ljungby 30:1                            | Hög                         |              | Trolle-Ljungby, Skåne |       | 56.007665, 14.388414 | 10112900300001 | Ladda upp en bild av detta fornminne |
| Trolle-Ljungby 31:1                            | Hällristning                |              | Trolle-Ljungby, Skåne |       | 56.010008, 14.388993 | 10112900310001 | Ladda upp en bild av detta fornminne |
| Trolle-Ljungby 32:1                            | Hög                         |              | Trolle-Ljungby, Skåne |       | 56.007680, 14.389955 | 10112900320001 | Ladda upp en bild av detta fornminne |
| Trolle-Ljungby 34:1                            | Hällristning                |              | Trolle-Ljungby, Skåne |       | 56.002843, 14.385440 | 10112900340001 | Ladda upp en bild av detta fornminne |
| Trolle-Ljungby 48:1                            | Begravningsplats            |              | Trolle-Ljungby, Skåne |       | 56.002098, 14.362122 | 10112900480001 | Ladda upp en bild av detta fornminne |
| Trolle-Ljungby 49:1                            | Hällristning                |              | Trolle-Ljungby, Skåne |       | 56.012614, 14.420479 | 10112900490001 | Ladda upp en bild av detta fornminne |
| Trolle-Ljungby 59:1                            | Grav markerad av sten/block |              | Trolle-Ljungby, Skåne |       | 56.027046, 14.401701 | 10112900590001 | Ladda upp en bild av detta fornminne |
| Vallhög (Trolle-Ljungby 68:1)                  | Hög                         |              | Trolle-Ljungby, Skåne |       | 56.001722, 14.364506 | 10112900680001 | Ladda upp en bild av detta fornminne |
| Trolle-Ljungby 77:1                            | Grav markerad av sten/block |              | Trolle-Ljungby, Skåne |       | 55.974806, 14.408709 | 10112900770001 | Ladda upp en bild av detta fornminne |
| Trolle-Ljungby 81:1                            | Hög                         |              | Trolle-Ljungby, Skåne |       | 55.975464, 14.382150 | 10112900810001 | Ladda upp en bild av detta fornminne |
| Trolle-Ljungby 93:1                            | Hög                         |              | Trolle-Ljungby, Skåne |       | 55.981651, 14.350399 | 10112900930001 | Ladda upp en bild av detta fornminne |
| Trolle-Ljungby 93:2                            | Hög                         |              | Trolle-Ljungby, Skåne |       | 55.981406, 14.350297 | 10112900930002 | Ladda upp en bild av detta fornminne |
| Trolle-Ljungby 93:3                            | Hög                         |              | Trolle-Ljungby, Skåne |       | 55.981187, 14.350298 | 10112900930003 | Ladda upp en bild av detta fornminne |
| Trolle-Ljungby 94:1                            | Hög                         |              | Trolle-Ljungby, Skåne |       | 55.979052, 14.347710 | 10112900940001 | Ladda upp en bild av detta fornminne |